# Ngày Hàng không Dân dụng Quốc tế
Ngày Hàng không Dân dụng Quốc tế, viết tắt là ICAD (International Civil Aviation Day) được tổ chức vào ngày 7 tháng 12, kể từ khi được Đại hội đồng Liên Hợp Quốc tuyên bố năm 1996 trong Nghị quyết A/RES/51/33.
Ngày này đã được Tổ chức Hàng không Dân dụng Quốc tế (ICAO) thực hiện kể từ ngày 07/12/1994, nhân kỷ niệm 50 năm ngày ký kết Công ước về Hàng không Dân dụng Quốc tế (Convention on International Civil Aviation). Mục đích của ngày này là công nhận tầm quan trọng của hàng không, đặc biệt là hàng không quốc tế giúp nâng cao nhận thức về hàng không trên toàn thế giới và hàng không dân dụng quốc tế đối với sự phát triển kinh tế và xã hội. Khi Liên hợp quốc và các quốc gia trên thế giới đã bắt tay vào một kỷ nguyên mới trong phát triển bền vững toàn cầu, tầm quan trọng của hàng không như một kết nối toàn cầu chưa bao giờ phù hợp hơn với các mục tiêu của Công ước Chicago nhằm hướng tới chuyến bay quốc tế như một nhân tố cơ bản của hòa bình.